# Perissus laetus
Perissus laetus là một loài bọ cánh cứng trong họ Cerambycidae.